# Johann Juncker

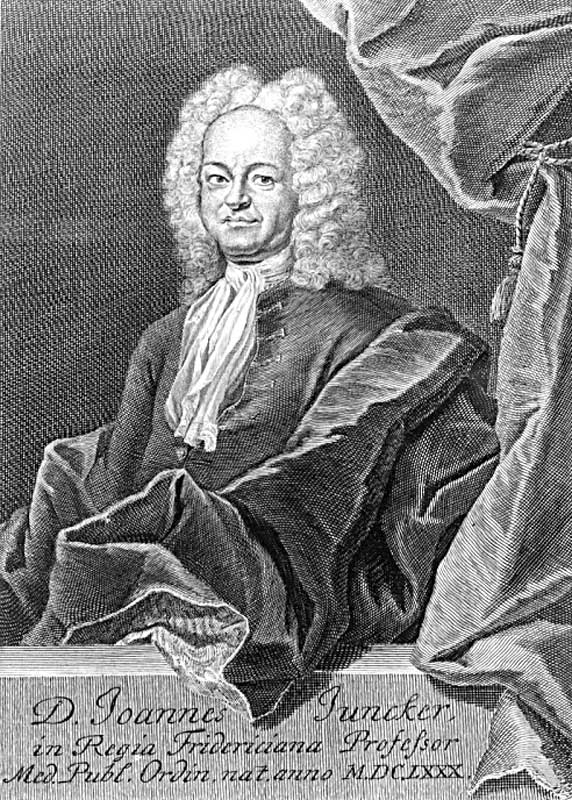
Johann Juncker

Johann Juncker oder Johannes Juncker (* 23. Dezember 1679 in Londorf, Hessen; † 25. Oktober 1759 in Halle (Saale)) war ein deutscher Mediziner und Chemiker.

## Leben
Aus einfachen Verhältnissen stammend, besuchte Junker das fürstliche Pädagogium in Gießen und begab sich 1696 an die Universität Marburg, wo er ein philosophisches Studium absolvierte. 1697 wechselte er an die neu gegründete Universität Halle, wo er ein Theologiestudium in Angriff nahm. Hier besuchte er die philosophischen Vorlesungen unter Christoph Cellarius und die theologischen bei August Hermann Francke. Im Juni 1701 nimmt er eine Lehrerstelle am Pädagogium bei den Hallischen Stiftungen an, welche er zunächst bis zum Mai 1702 versieht. 1707 setzte er die Tätigkeit fort und begab sich als Informator ins Fürstentum Waldeck, wo er in angeführtem Jahre die Abtissin des evangelischen Frauenstifts Schaaken heiratete. Mit ihr lebte er in Schwarzenau, wo er sich im Selbststudium mit der Medizin beschäftigte und auch praktizierte.
1716 wurde Juncker durch Francke nach Halle zurückgeholt, indem er ihm die medizinische Oberaufsicht über die gesamten Stiftungen übergab. Er verfolgte seine Studien weiter und promovierte am 27. Januar 1717 unter Alberti zum Doktor der Medizin. Am 29. Juni 1729 wird er ordentlicher Professor der Medizin und hatte dieses Amt bis zu seinem Tode bekleidet. Sein Grab befindet sich auf dem halleschen Stadtgottesacker (Bogen 17). Junker hatte sich auch an den organisatorischen Aufgaben der Universität beteiligt und hatte im Wintersemester 1740 sowie 1755/56 als Prorektor der Alma Mater vorgestanden.

## Wirken
Der stets bescheiden gebliebene Junker war einer der eifrigsten Verteidiger des Hallenser Mediziners Georg Ernst Stahl, der die Phlogistontheorie der Verbrennung begründete. Dies wirkte sich auch auf sein literarisches Schaffen aus. Seine Lehrbücher, welche die Lehren von Stahl enthielten, fanden weite Verbreitung. Als Hauptwerk ist sein Chemiehandbuch anzusehen. Zu seinen ersten Taten gehörte der Bau eines eigenen Krankenhauses der Stiftungen. Zur Behandlung der Kranken zog er verstärkt Studenten der höheren Semester heran, die dadurch praktische Erfahrungen sammeln konnten. Juncker führte den Unterricht am Krankenbett ein und machte das Stiftungskrankenhaus über die Landesgrenzen hinweg, zu einer der angesehensten Ausbildungsstätte für angehende Ärzte. Im Jahre 1729 erhielt er eine ordentliche Professur an der Medizinischen Fakultät. Neben der praktischen Gesundheitspflege widmete sich Juncker in einer Vielzahl von allgemein verständlichen Artikeln der öffentlichen Gesundheitspflege und vertrat die Pflicht gegen die Armen, diesen die Medikamente umsonst zu reichen.

### Einstellung zur Therapie der Malaria
Wie Georg Ernst Stahl, so lehnte auch Johann Juncker die Anwendung der seinerzeit in ihrer Wirksamkeit bereits bekannten Chinarinde zur Bekämpfung der Malaria ab, da ihre Verabreichung im Fieberschub als noch zusätzlich anregende Maßnahme galt, was gemäß der Halleschen medizinischen Dogmatik schädlich sein sollte. In Missionsgebieten führte diese Treue zur „gelehrten Medizin“ bis weit in das 19. Jahrhundert hinein zu fatalen Konsequenzen. Etliche Missionsärzte, die bei Johann Juncker studiert hatten, fielen in den Missionsgebieten der Malaria zum Opfer. Theodor Wilhelm Grothaus, ein Schüler Junkers, der 1735 als erster Arzt der „Herrnhuter Mission“ auf ein Missionsfeld entsandt wurde, erkrankte nach seiner Ankunft auf dem Missionsfeld an Malaria und verstarb nach nur fünf Tagen.

## Familie
Juncker war dreimal verheiratet.
1. Seine erste Ehe hatte er 1707 mit Charlotte Sophie, Gräfin von Waldeck und Pyrmont (* 28. Januar 1667; † 6. September 1723 in Halle), der Tochter des Grafen Christian Ludwig, geschlossen.
2. Seine zweite Ehe ging er 1725 mit Anne Elisabeth, der Tochter des Amtsverwesers in Jägerdorf Johann Philipp Lichtenberg, ein. Aus dieser Ehe überlebte nur die Tochter Philippine Louise, die sich im April 1743 mit dem Mediziner Peter Nicolai Neugart verheiratete.
3. Seine dritte Ehe schloss Juncker am 17. April 1727 mit Christiane Elenore, der Tochter des kurfürstlich sächsischen Obristen Philipp Wilhelm von Bomsdorf. Aus dieser Ehe stammte der Mediziner Friedrich Christian Juncker (* 13. Mai 1730 in Kopenhagen; † 27. Juli 1770 in Halle), welcher ebenfalls ein Hallenser Medizinprofessor wurde.

## Schriften
- Conspectus formularum medicarum: exhibens tabulis XVI tam methodum rationalem quam remediorum specimina, ex praxi Stahliana potissimum desumta, et therapiae generali accomodata. Orphanotropheum, Halle 1723. Digitalisierte Ausgabe der Universitäts- und Landesbibliothek Düsseldorf
  - Editio Secunda.  Digitalisierte Ausgabe der Universitäts- und Landesbibliothek Düsseldorf
- Conspectus physiologiae medicae et hygieines in forma tabulorum repraesentus et ad dogmata Stahliana adornatus. Halle 1735.
- Conspectus Chemiae Theoreticae-Practicae / Vollständige Abhandlung der Chemie nach ihrem Lehr=Begrif und der Ausübung, darin Die Naturlehre, besonders von den Mineralien, der natürlichen Körper ersten Bestandtheile, Verhalten gegen einander, Eigenschaften, Kräfte und Gebrauch, Zur wohlbegründeten und nützlichen Anwendung in der Apothekerkunst, andern Künsten und Handwercken, der Hauswirthschaft und gemeinem Leben, Vornehmlich nach Bechers und Stahls Grundlehren ausgeführt, und mit eben dieser, wie auch anderen berümten Chemicorum Erfahrungen bestätiget werden. / von D. Johann Juncker, der Medicin öffentlichen Lehrer auf der Friedrichs=Universität.  Aus dem Lateinischen ins Teutsche übersetzt. Erster Theil. In Verlegung des Waysenhauses, Halle 1749. Im gleichen Band: Zweyter Theil plus Register.